# Papenhagen
Papenhagen település Németországban, Mecklenburg-Elő-Pomeránia tartományban. Lakosainak száma 540 fő (2023. december 31.).

## Népesség
A település népességének változása:
| Lakosok száma | 552  | 575  | 581  | 546  | 538  | 540  |
|               | 2014 | 2017 | 2019 | 2021 | 2022 | 2023 |